# Wereldkampioenschap driebanden

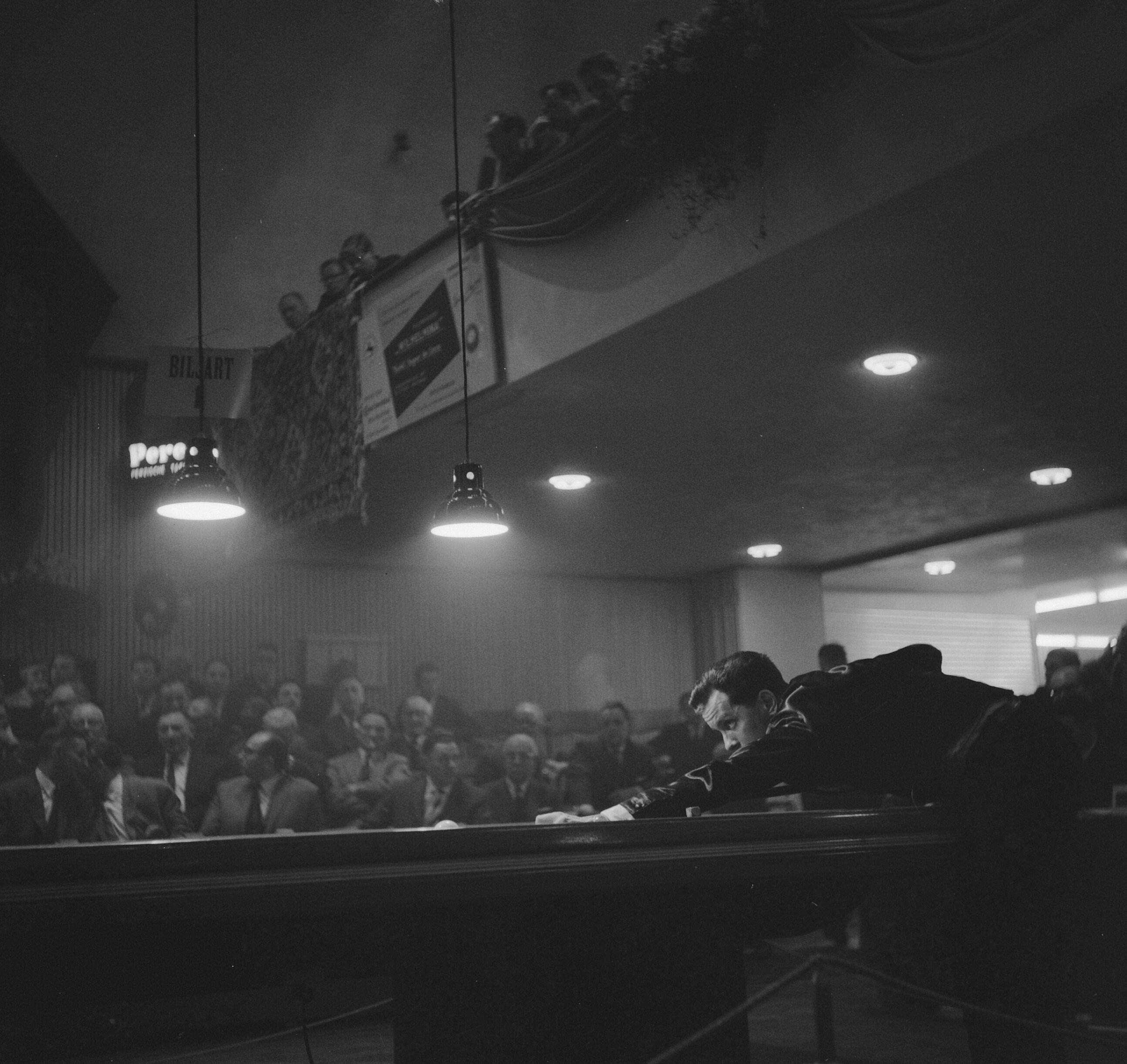
Raymond Ceulemans aan stoot tijdens het wereldkampioenschap in 1961 in het Krasnapolsky in Amsterdam

Het wereldkampioenschap driebanden wordt georganiseerd door de Union Mondiale de Billard. De eerste editie vond plaats in 1928. Met zijn 21 wereldtitels is de Belg Raymond Ceulemans absoluut recordhouder.

## Geschiedenis
| Jaar | Locatie                 | Goud                 | Zilver                 | Brons                                       |
| ---- | ----------------------- | -------------------- | ---------------------- | ------------------------------------------- |
| 1928 | Reims                   | Edmond Soussa        | Carel Koopman          | Otto Unshelm                                |
| 1929 | Brussel                 | Edmond Soussa        | Emile Zaman            | Arnoud Sengers                              |
| 1930 | Amsterdam               | Henk Robijns         | Edmond Soussa          | Arnoud Sengers                              |
| 1931 | Barcelona               | Henrique Miro        | Edmond Soussa          | Arnoud Sengers                              |
| 1932 | Vichy                   | Henk Robijns         | Claudio Puigvert       | Franz Aeberhard                             |
| 1933 | Caïro                   | Henk Robijns         | Edmond Soussa          | Claudio Puigvert                            |
| 1934 | Barcelona               | Claudio Puigvert     | Jacques Davin          | Jean Albert                                 |
| 1935 | Algiers                 | Alfred Lagache       | Claudio Puigvert       | Emile Zaman                                 |
| 1936 | New York                | Edward Lee           | Eugene Deardoff        | Edmond Soussa                               |
| 1937 | Keulen                  | Alfred Lagache       | August Tiedtke         | Arnoud Sengers                              |
| 1938 | Buenos Aires            | Augusto Vergez       | Fransisco Vergez       | Alfred Lagache                              |
| 1949 | Buenos Aires            | René Vingerhoedt     | José Bonomo            | Augusto Vergez                              |
| 1952 | Buenos Aires            | Pedro Carrera        | August Tiedtke         | Carlos Friedenthal                          |
| 1953 | Antwerpen               | Enrique Navarra      | René Vingerhoedt       | Pedro Carrera                               |
| 1958 | Barcelona               | Enrique Navarra      | René Vingerhoedt       | August Tiedtke                              |
| 1960 | Buenos Aires            | René Vingerhoedt     | Carlo Monestier        | José Bonomo                                 |
| 1961 | Amsterdam               | Alfredo Suarez       | Egidio Vieira          | Bernard Siguret                             |
| 1963 | Neuss                   | Raymond Ceulemans    | Johann Scherz          | Enrique Navarra                             |
| 1964 | Oostende                | Raymond Ceulemans    | Marcelo López          | Roger Hanoun                                |
| 1965 | Hilversum               | Raymond Ceulemans    | Johann Scherz          | Koya Ogata                                  |
| 1966 | Buenos Aires            | Raymond Ceulemans    | Enrique Navarra        | Alfonso González                            |
| 1967 | Lima                    | Raymond Ceulemans    | Humberto Suguimizu     | Keizo Kubo                                  |
| 1968 | Düren                   | Raymond Ceulemans    | Koya Ogata             | Johann Scherz                               |
| 1969 | Tokio                   | Raymond Ceulemans    | Koya Ogata             | Diego Martínez                              |
| 1970 | Las Vegas               | Raymond Ceulemans    | Nobuaki Kobayashi      | Johann Scherz                               |
| 1971 | Groningen               | Raymond Ceulemans    | Rini van Bracht        | Henny de Ruyter                             |
| 1972 | Buenos Aires            | Raymond Ceulemans    | Nobuaki Kobayashi      | Peter Thøgersen                             |
| 1973 | Caïro                   | Raymond Ceulemans    | Nobuaki Kobayashi      | Humberto Suguimizu                          |
| 1974 | Antwerpen               | Nobuaki Kobayashi    | Raymond Ceulemans      | Yoshio Yoshihara                            |
| 1975 | La Paz                  | Raymond Ceulemans    | Rini van Bracht        | Nobuaki Kobayashi                           |
| 1976 | Oostende                | Raymond Ceulemans    | Nobuaki Kobayashi      | Junichi Komori                              |
| 1977 | Tokio                   | Raymond Ceulemans    | Nobuaki Kobayashi      | Yoshio Yoshihara                            |
| 1978 | Las Vegas               | Raymond Ceulemans    | Nobuaki Kobayashi      | Junichi Komori                              |
| 1979 | Lima                    | Raymond Ceulemans    | Nobuaki Kobayashi      | Yoshio Yoshihara                            |
| 1980 | Buenos Aires            | Raymond Ceulemans    | Yoshio Yoshihara       | Nobuaki Kobayashi                           |
| 1981 | Caïro                   | Ludo Dielis          | Nobuaki Kobayashi      | Johann Scherz                               |
| 1982 | Guayaquil               | Rini van Bracht      | Yoshio Yoshihara       | Carlos Hallon                               |
| 1983 | Aix-les-Bains           | Raymond Ceulemans    | Richard Bitalis        | Nobuaki Kobayashi                           |
| 1984 | Krefeld                 | Nobuaki Kobayashi    | Ludo Dielis            | Raymond Ceulemans                           |
| 1985 | Heeswijk-Dinther        | Raymond Ceulemans    | Nobuaki Kobayashi      | Junichi Komori                              |
| 1986 | Las Vegas               | Avelino Rico         | Torbjörn Blomdahl      | Raymond Ceulemans                           |
| 1987 | Caïro                   | Torbjörn Blomdahl    | Frank Torres           | Arturo Bone                                 |
| 1988 | Meerdere                | Torbjörn Blomdahl    | Nobuaki Kobayashi      | Raymond Ceulemans                           |
| 1989 | Meerdere                | Ludo Dielis          | Torbjörn Blomdahl      | Raymond Ceulemans                           |
| 1990 | Meerdere                | Raymond Ceulemans    | Torbjörn Blomdahl      | Ludo Dielis                                 |
| 1991 | Meerdere                | Torbjörn Blomdahl    | Raymond Ceulemans      | Dick Jaspers                                |
| 1994 | Aalborg                 | Rini van Bracht      | Edgar Bettzieche       | Brian Knudsen                               |
| 1995 | Grubbenvorst            | Jozef Philipoom      | John Tijssens          | Nobuaki Kobayashi                           |
| 1996 | Hattingen               | Christian Rudolph    | Daniel Sánchez         | Gerhard Kostistansky                        |
| 1997 | Grubbenvorst            | Torbjörn Blomdahl    | Raimond Burgman        | Marco Zanetti                               |
| 1998 | Rezé                    | Daniel Sánchez       | Torbjörn Blomdahl      | Christian Rudolph                           |
| 1999 | Bogota                  | Frédéric Caudron     | Torbjörn Blomdahl      | Dick Jaspers                                |
| 2000 | Saint-Étienne           | Dick Jaspers         | Tonny Carlsen          | Marco Zanetti                               |
| 2001 | Luxemburg               | Raymond Ceulemans    | Marco Zanetti          | Luis Miguel Avilla                          |
| 2002 | Randers                 | Marco Zanetti        | Dion Nelin             | Dick Jaspers                                |
| 2003 | Valladolid              | Semih Saygıner       | Filipos Kasidokostas   | Torbjörn Blomdahl Marco Zanetti             |
| 2004 | Rotterdam               | Dick Jaspers         | Filipos Kasidokostas   | Jacob Haack-Sørensen Nikos Polychronopoulos |
| 2005 | Lugo                    | Daniel Sánchez       | Jean Paul de Bruijn    | Peter de Backer Eddy Leppens                |
| 2006 | Sankt Wendel            | Eddy Merckx          | Nikos Polychronopoulos | Peter de Backer Dick Jaspers                |
| 2007 | Cuenca                  | Ryuji Umeda          | Daniel Sánchez         | Dick Jaspers Ramon Rodriguez                |
| 2008 | Sankt Wendel            | Marco Zanetti        | Torbjörn Blomdahl      | Peter de Backer Jérémy Bury                 |
| 2009 | Lausanne                | Filipos Kasidokostas | Eddy Merckx            | Eddy Leppens Marco Zanetti                  |
| 2010 | Sluiskil                | Daniel Sánchez       | Eddy Leppens           | Choi Sung-won Javier Palazon                |
| 2011 | Lima                    | Dick Jaspers         | Marco Zanetti          | Javier Palazon Daniel Sánchez               |
| 2012 | Porto                   | Eddy Merckx          | Choi Sung-won          | Frédéric Caudron Marco Zanetti              |
| 2013 | Antwerpen               | Frédéric Caudron     | Filipos Kasidokostas   | Alexander Salazar Dick Jaspers              |
| 2014 | Seoel                   | Choi Sung-won        | Torbjörn Blomdahl      | Jean Paul de Bruijn Hyun Min Seo            |
| 2015 | Bordeaux                | Torbjörn Blomdahl    | Kang Dong-koong        | Eddy Merckx Daniel Sánchez                  |
| 2016 | Bordeaux                | Daniel Sánchez       | Kim Haeng-jik          | Eddy Leppens Semih Saygıner                 |
| 2017 | Santa Cruz de la Sierra | Frédéric Caudron     | Eddy Merckx            | Marco Zanetti Mã Minh Cẩm                   |
| 2018 | Luxor                   | Dick Jaspers         | Jérémy Bury            | Semih Saygıner Nguyễn Quốc Nguyên           |
| 2019 | Randers                 | Torbjörn Blomdahl    | Nguyễn Đức Anh Chiến   | Sameh Sidhom Semih Saygıner                 |
| 2021 | Sharm el-Sheikh         | Dick Jaspers         | Murat Naci Çoklu       | Marco Zanetti Martin Horn                   |
| 2022 | Donghae                 | Tayfun Taşdemir      | Rubén Legazpi          | Dick Jaspers Eddy Merckx                    |
| 2023 | Ankara                  | Bao Phương Vinh      | Trần Quyết Chiến       | Tayfun Tasdemir Cho Myung-Woo               |

## Medaillespiegel
| Plaats | Land             | Goud | Zilver | Brons | Totaal |
| 1      | België           | 31   | 9      | 15    | 55     |
| 2      | Nederland        | 10   | 6      | 13    | 29     |
| 3      | Zweden           | 6    | 7      | 1     | 14     |
| 4      | Spanje           | 7    | 5      | 5     | 17     |
| 5      | Argentinië       | 4    | 4      | 6     | 14     |
| 6      | Japan            | 3    | 14     | 12    | 29     |
| 7      | Frankrijk        | 2    | 3      | 5     | 10     |
| 8      | Egypte           | 2    | 3      | 2     | 7      |
| 9      | Italië           | 2    | 2      | 7     | 11     |
| 10     | Turkije          | 2    | 1      | 3     | 6      |
| 11     | Griekenland      | 1    | 4      | 2     | 7      |
| 12     | Duitsland        | 1    | 3      | 3     | 7      |
| 13     | Zuid-Korea       | 1    | 3      | 2     | 6      |
| 14     | Verenigde Staten | 1    | 2      | 1     | 4      |
| 15     | Peru             | 1    | 1      | 2     | 4      |
| 16     | Oostenrijk       | 0    | 2      | 4     | 6      |
| 17     | Denemarken       | 0    | 2      | 3     | 5      |
| 18     | Vietnam          | 0    | 1      | 2     | 3      |
| 19     | Portugal         | 0    | 1      | 0     | 1      |
| 19     | Uruguay          | 0    | 1      | 0     | 1      |
| 21     | Colombia         | 0    | 0      | 2     | 2      |
| 21     | Mexico           | 0    | 0      | 2     | 2      |
| 23     | Zwitserland      | 0    | 0      | 1     | 1      |
| Totaal | Totaal           | 74   | 74     | 93    | 241    |